# Barri de Can Baró
Can Baró és un dels 11 barris dels quals es compon el districte d'Horta-Guinardó de la ciutat de Barcelona. El barri està situat al vessant sud del Turó de la Rovira. Limita al nord amb l'esmentat turó, a l'est amb el Guinardó, el sud amb el Baix Guinardó i a l'oest amb la Salut. El seu origen rau en l'actual masia de Can Baró, remodelada el 1674 segons consta a la llinda de la porta principal, i que actualment és un centre educatiu. Els antics propietaris de la masada van anar venent parts de la finca i va ser així com es va anar urbanitzant el barri. Pertanyia a l'antic municipi de Sant Martí de Provençals i l'any 1897 es va integrar a la ciutat de Barcelona.

## Història

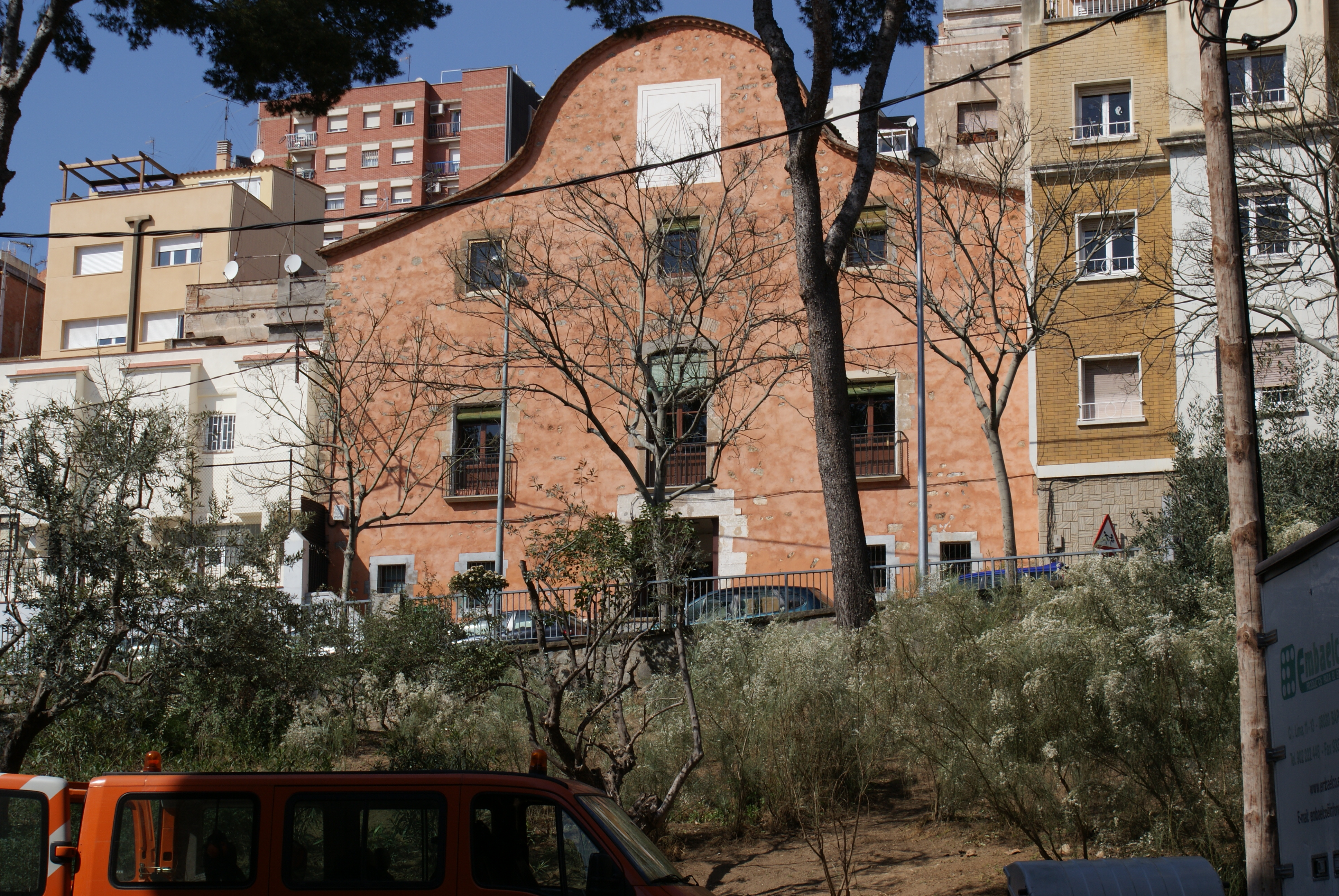
Can Baró

Can Baró rep el nom del mas que, com a mínim des de 1674 ocupava la majoria de terres d'aquesta zona. El seu desenvolupament com a barri és relativament recent, ja que fins a començaments del segle xx va funcionar com un mas tradicional, on es conreava blat en una gran extensió just al davant on es troba actualment la plaça del mateix nom.
A partir de 1919 començà la urbanització dels terrenys, com en altres zones de la ciutat van construir-se una seixantena de torres per iniciativa de la Cooperativa de Periodistes, conegudes amb el nom de Barri dels periodistes. El barri s'estén al llarg del vessant sud del Turó de la Rovira fins a l'avinguda de la Mare de Déu de Montserrat. Per l'est el seu límit es troba al carrer Francesc Alegre, tocant el Guinardó, mentre que la plaça Sanllehy el separa, per l'oest, del barri de la Salut (Gràcia), i la plaça de la Font Castellana, del Baix Guinardó.
El barri és conegut sobretot per la instal·lació al cim del Turó de la Rovira de les bateries antiaèries durant la Guerra Civil espanyola i també pels dipòsits d'aigua construïts per la companyia d'Aigües de Barcelona, el primer dels quals ho va ser el 1870, al final del Carrer Pasteur. Així mateix l'explotació de les pedreres en aquesta zona no només va canviar la seva fisonomia sinó també el seu desenvolupament històric i també ideològic. Per acabar, el barraquisme marcarà igualment la identitat del barri, les denominades barraques del Carmel, però que en realitat eren a Can Baró i que van subsistir fins a la dècada dels vuitanta.

### Les Pedreres
És un dels trets diferencials del barri fins al punt de què va fer impossible una urbanització del barri en diferents èpoques tot i la lluita dels veïns per aturar-les. L'any 1991 va construir-se el pont de Mühlberg per unir un dels carrers destruïts. L'explotació de les pedreres des de principis de segle, per produir calç i també pedres per a la construcció de murs, va tenir dos fronts, les de Casa Vélez, en l'extrem est del barri tocant al Guinardó, que van durar fins a la guerra civil, i les de Can Baró, propietat d'Anselm de Riu i Fontanilles que l'any 1920 va comprar 45.000 m² des de la Font Castellana fins al carrer Gran Vista. Va cedir l'explotació l'any 1939 a Enric Vila Nogareda que les va tenir en actiu fins a l'any 1967. El resultat en són uns impressionants esvorancs que trenquen el barri per diverses parts.

### Les Barraques de Francesc Alegre
El barri de Can Baró va tenir tres zones de barraquisme: Los Cañones, on es troben les bateries antiaèries, les de Raimon Casellas, sota la corba de la pera, i les de Francesc Alegre, que són les més importants, tot i que van ser denominades barraques del Carmel i que estaven instal·lades sobre les pedreres de Can Vélez. En aquesta última zona van arribar a comptabilitzar més de 300 barraques, en condicions infrahumanes: sense aigua, llum, clavegueram ni recollida de la brossa. Tot i que hi havia un Pla Comarcal des de l'any 1940 per fer un parc urbà, en realitat era una zona lliure de qualsevol impediment legal; només les construïdes a partir de l'any 1953 eren declarades il·legals. Els mateixos barraquistes, des de finals dels seixanta, van portar a terme reivindicacions socials en una llarga lluita que va durar fins a l'any 1990, en què van ser enderrocades definitivament les últimes barraques del carrer Francesc Alegre.